# Peptidaza mitohondrijalna prerade
Peptidaza mitohondrijalna prerade (EC 3.4.24.64, proteinaza transofmacije mitohondrijskog proteinskog prekurzora, matriks peptidaza, matriks procesujuća peptidaza, matriks procesujuća proteinaza, proteinaza transformacije mitohondrijskog proteinskog prekurzora, MPP) je enzim. Ovaj enzim katalizuje sledeću hemijsku reakciju
Oslobađanje N-terminalnog ciljnih peptida sa prekurzornih proteina unesenih u mitohondrion, tipično sa Arg u poziciji P2
Ovaj enzim je prisutan u mitohondrijskom matriksu gljiva i sisara.

## Literatura
- Nicholas C. Price; Lewis Stevens (1999). Fundamentals of Enzymology: The Cell and Molecular Biology of Catalytic Proteins (Third изд.). USA: Oxford University Press. ISBN 019850229X.
- Eric J. Toone (2006). Advances in Enzymology and Related Areas of Molecular Biology, Protein Evolution (Volume 75 изд.). Wiley-Interscience. ISBN 0471205036.
- Branden C; Tooze J. Introduction to Protein Structure. New York, NY: Garland Publishing. ISBN 0-8153-2305-0.
- Irwin H. Segel. Enzyme Kinetics: Behavior and Analysis of Rapid Equilibrium and Steady-State Enzyme Systems (Book 44 изд.). Wiley Classics Library. ISBN 0471303097.

## Spoljašnje veze
- Mitochondrial+processing+peptidase на 